# Armes parlantes
En héraldique, on appelle armes parlantes ou armoiries parlantes les armes comportant des figures qui expriment plus ou moins complètement le nom du possesseur de ces armes. 

Cette évocation concerne l'oral, c'est-à-dire qu'elle est destinée au départ à un public qui généralement ne sait pas lire et qui reconnait le nom dans les termes du blasonnement proféré par le héraut lors des tournois.

Une tendance plus intellectuelle a vu naitre des armes parlantes par allusion, où le nom n'est plus directement entendu, mais où sont entendu des termes qui évoquent ce nom, qui lui font allusion. Par abréviation on parle alors d'armes allusives ou armoiries allusives

## Armes strictement parlantes
Cette expression peut se faire selon divers procédés :
- directement : un coq pour un dénommé « Lecoq » ; un lion pour León (Espagne), un château pour Castille ou un écureuil pour les Fouquets (synonymes en moyen français);
- par une homonymie : une grenade pour la ville de Grenade ; un rameau dans le bec d'une colombe pour Jean-Philippe Rameau ;
- par un à-peu-près : un calice pour la Galice, cinq calices pour Saint-Calixte (Québec), un buisson pour Aubusson, ou une couleuvre (latin : coluber) pour Colbert ;
- par une figuration conforme à l’étymologie : un bras tenant une lance pour Shakespeare (« Secoue-lance ») ; un bœuf les pieds dans l’eau pour Oxford (« Gué du bœuf ») ;
- par une forme rébus : un château et un renard pour la commune de Châteaurenard (Bouches-du-Rhône) ; un ours et deux chats pour la commune de Chaource (Aube) ; un sanglier et une fasce ondée d’azur, représentant un ruisseau, pour la commune d’Eberbach en Allemagne (allemand : Eber = sanglier, Bach = ruisseau) ; un faucon sur un mont pour la commune de Falkenberg en Suède (suédois : falken = faucon, berg = mont) ; un rat et un cygne pour la famille de Jean Racine (Racine ≈ rat-cygne)[3].
- combinaison du rébus et de l'à-peu-près : la commune de Osny (Val-d'Oise) blasonne : D'azur à l'aulne fruité d'or mouvant d'un nid du même […] pour l'à-peu-près/rébus « aulne-nid ». Un gond et un S pour Gonesse : De gueules […] et à senestre d'un gond enlacé d'une lettre S capitale du même […] pour l'à-peu-près/rébus « gon(d)-Esse ». Des fleurs dans un sac pour Florensac (Hérault) : D'azur à un sac d'or rempli de fleurs d'argent pour l'à-peu-près/rébus « Fleurs-en-sac ». Des arcs dans deux quartiers et un lion dans les deux autres pour la famille Bowes-Lyon : Écartelé : en 1 et 4 d'argent au lion d'azur, au double trescheur fleuronné et contre-fleuronné du même et en 2 et 3 d’hermine aux trois arcs d'or en pal pour l'à-peu-près/rébus « Arcs-lion » (anglais : bows-lion). Et que dire d'Allos et son savoureux blason fait d'une aile et d'un os.

Le terme ancien « armes chantantes » est resté dans la terminologie anglaise (canting arms).

Directement : rois de Castille. De gueules au château d’or ouvert et ajouré d’azur.
par synonyme : Plusieurs familles Fouquet, dont celle du surintendant général des finances de Louis XIV
Homonymie : Jean-Philippe Rameau. D’azur à une colombe d’argent tenant dans son bec un rameau d’olivier d’or.
À peu près : Saint-Calixte (Québec). D’argent à la croix de gueules chargée de 5 calices d’or.
Étymologie : Oxford (Gué du bœuf).
exceptionnel: Écartelé etc, au trait d'argent /Autrey '....

## Armes allusives
Au second degré, on trouvera les armes allusives:
- directement : un sanglier (plus valorisant…) pour un dénommé « Cochon », ou un voilier pour Marines, une commune en plein milieu du plateau du Vexin (illustration ci-dessous), très fréquent pour les armes de corporations, figurant l'objet travaillé ou l'outilen place du nom de métier.

Ou même par combinaison de deux procédés (ou davantage) :
- combinaison du rébus et du second degré. Famille Forcadel : D'argent au chêne de sinople sur une terrasse de même, une levrette de gueules courant au-devant de l'arbre. Le chêne est le symbole de la force, la levrette de fidélité, et l'on retrouve le début du mot force et la fin du mot fidèle dans le patronyme ;

Direct: Corporation des maçons et tailleurs de pierre de Lude De sable à une truelle d'argent.
Rébus : Allos (Alpes-de-Haute-Provence). D'argent au demi-vol (aile) De gueules soutenu d'un os de sable posé en fasce.
Second degré : Marines (Val-d'Oise, Île-de-France). D’azur au navire équipé et habillé d’argent voguant sur des ondes du même mouvant de la pointe.
Second degré : Famille de Langle. D'azur au sautoir d'or, cantonné de quatre billettes du même.